# Керол Кірквуд
Керол Кірквуд (англ. Carol Kirkwood, нар. 29 травня 1962) — шотландська ведуча погоди з Метеорологічного бюро, що працює на Бі-бі-сі, зокрема у BBC Breakfast і Victoria Derbyshire. У 2015 році вона взяла участь у 13-му сезоні Strictly Come Dancing на BBC One, посівши 10-е місце.

## Раннє життя
Народилася Керол МакКеллайг у Морарі, Інвернесс-шир, одна з восьми дітей в родині. Батьки Керол володіли готелем в місті. Навчалася в середній школі Лохабер у Форт-Вільямі, потому отримала ступінь бакалавра комерції у Нейпірському коледжі комерції і технологій (тепер Единбурзький Нейпірський університет) в Единбурзі.

## Кар'єра
Після закінчення університету Керол приєдналася до секретаріату Бі-бі-сі в Лондоні. За деякий час вона вела короткі слоти на BBC Radio Scotland, а потім BBC Radio 2 і BBC Radio 4. Взявши шлюб з Джиммі Кірквудом, вона залишила Бі-бі-сі та згодом працювала в рекрутингу, а потім як навчальний консультант в управлінському консалтинговому агентстві в Чеширі.
У 1992 році Керол працювала на нині неіснуючому кабельному телеканалі Windsor TV (згодом мав назву Wire TV), разом з Сашею Бароном Коеном.
Кірквуд знову приєднався до Бі-бі-сі в 1993 році як незалежна ведуча, у цей час вона також вела щодвомісячну програму Talking Issues на HTV West. У 1996 р. Кірквуд приєдналася до британської команди The Weather Channel, але після його закриття пройшла стажування від Бі-бі-сі в Метеобюро, перш ніж приєднатися до BBC News в квітні 1998 року в ролі ведучої прогнозу погоди. З тих пір вона регулярно з'являлася у випусках BBC Weather на радіо та телебаченні, в тому числі в BBC News, BBC World News, BBC News at Six і в прогнозах погоди наживо під час висвітлення Вімблдонського тенісного чемпіонату.
Кірквуд є головною ведучою прогнозу погоди на BBC Breakfast. Програма переїхала з Лондона до MediaCityUK у Солфорд в 2013 році, але Кірквуд залишилася в Лондоні, працюючи по відеозв'язку. Вона вела співає The Weather Show на Бі-бі-сі, а також є постійною авторкою і кореспонденткою The One Show. В 2011 р. Кірквуд співпрезентувала серіал BBC One The Great British Weather. Вона розповідає прогноз погоди у ранковому шоу Кріса Еванса на BBC Radio 2.
Кірквуд з'явилася як гостя в шоу Hacker Time на CBBC, а у 2014 році — в шоу  Would I Lie to You? на BBC One.

## Нагороди
Кірквуд виграла нагороду TRIC як найкращий телевізійний ведучий погоди в 2003, 2008, 2009 і 2012—2017 роках. 17 листопада 2015 року вона отримала почесну стипендію від принцеси Анни «за внесок у мовлення» в Інвернесс-коледжі, що є частиною університету Північно-Шотландського нагір'я та островів.

## Телевізійні виступи
- BBC Breakfast (1999–нині) — ведуча погоди
- The Great British Weather — співведуча
- Hacker Time — гостя
- The Weather Show — ведуча
- The One Show — репортер
- Would I Lie to You? (2013) — гостя, 1 епізод
- Victoria Derbyshire (2015–нині) — ведуча погоди
- Strictly Come Dancing (2015) — учасниця